# Pleumeur-Gautier
Pleumeur-Gautier (bretonisch: Pleuveur-Gaoter) ist eine französische Gemeinde mit 1.186 Einwohnern (Stand: 1. Januar 2022) im Département Côtes-d’Armor in der Region Bretagne. Sie gehört zum Arrondissement Lannion und zum Kanton Tréguier. Die Bewohner nennen sich Pleumeurien(ne).

## Geografie
Pleumeur-Gautier liegt rund 23 Kilometer nordöstlich von Lannion. Zur Gemeinde gehören nebst dem Dorf Pleumeur-Gautier noch die Weiler Saint-Aaron im Südwesten und Saint-Adrien im Nordosten der Gemeinde. Es gibt zudem zahlreiche Einzelgehöfte innerhalb der ausgedehnten Gemeinde.

### Nachbargemeinden
Die Gemeinde zählt insgesamt acht benachbarte Gemeinden und Communes déléguées: Hengoat, Kerbors, Lanmodez, Lézardrieux, Pleubian, Pleudaniel, Pouldouran und Trédarzec.
| Kerbors            | Pleubian                                    | Lanmodez    |
| Trédarzec          | Kompassrose, die auf Nachbargemeinden zeigt | Lézardrieux |
| Pouldouran Hengoat | Pleudaniel                                  | Pleudaniel  |

## Bevölkerungsentwicklung
| Jahr      | 1962 | 1968 | 1975 | 1982 | 1990 | 1999 | 2008 | 2019 |
| Einwohner | 1418 | 1391 | 1250 | 1161 | 1171 | 1140 | 1139 | 1197 |

## Sehenswürdigkeiten
- Herrenhaus von Traou-Voas aus dem 16. Jahrhundert
- Herrenhaus von Lézérec aus dem 16. Jahrhundert
- Kirche Saint-Pierre, erbaut 1900–1902
- Kapelle Saint-Adrien (auch Saint-Riom genannt, 16.–19. Jahrhundert) im gleichnamigen Weiler
- Kapelle/Hauskapelle Saint-Maudez (aus dem Jahr 1736) in Porz-ar-Groas
- Kapelle Saint-Aaron (auch Saint-Ouron genannt) im gleichnamigen Weiler
- Kreuz du Salut in Keralies (errichtet 1559–1755)
- Kreuz du Sauveur aus dem 18. Jahrhundert
- Taubenschlag Kervégant aus dem 17. Jahrhundert
- ehemaliges Pfarrhaus aus dem Jahr 1650
- Bauernhaus von Kerbellec aus dem 18. Jahrhundert
- sechs Wasser- und zwei Windmühlen
- Tumulus von Launay-Botloy
- vier Bunker aus dem Zweiten Weltkrieg

Quelle:

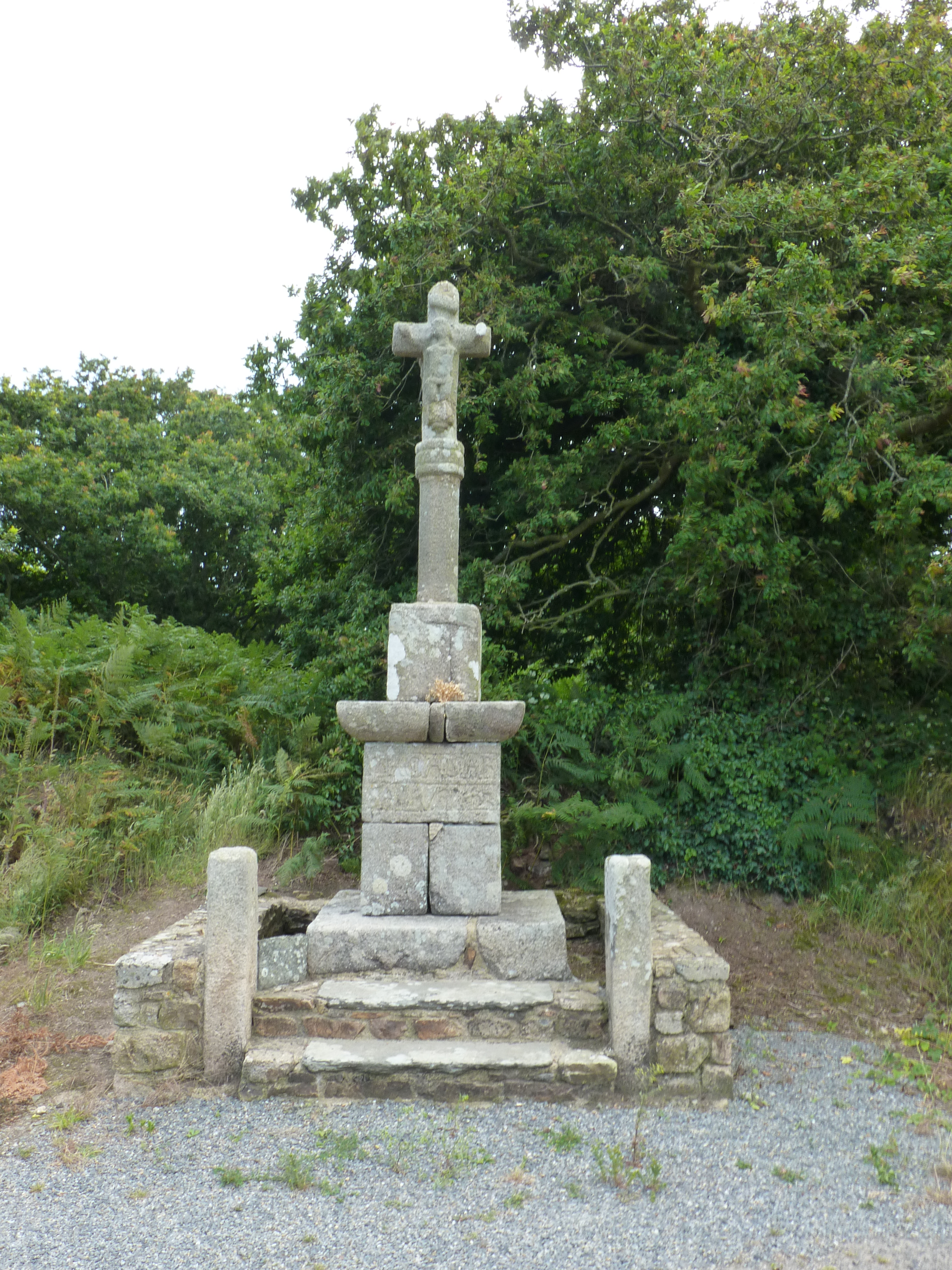
Kreuz du Salut in Keralies
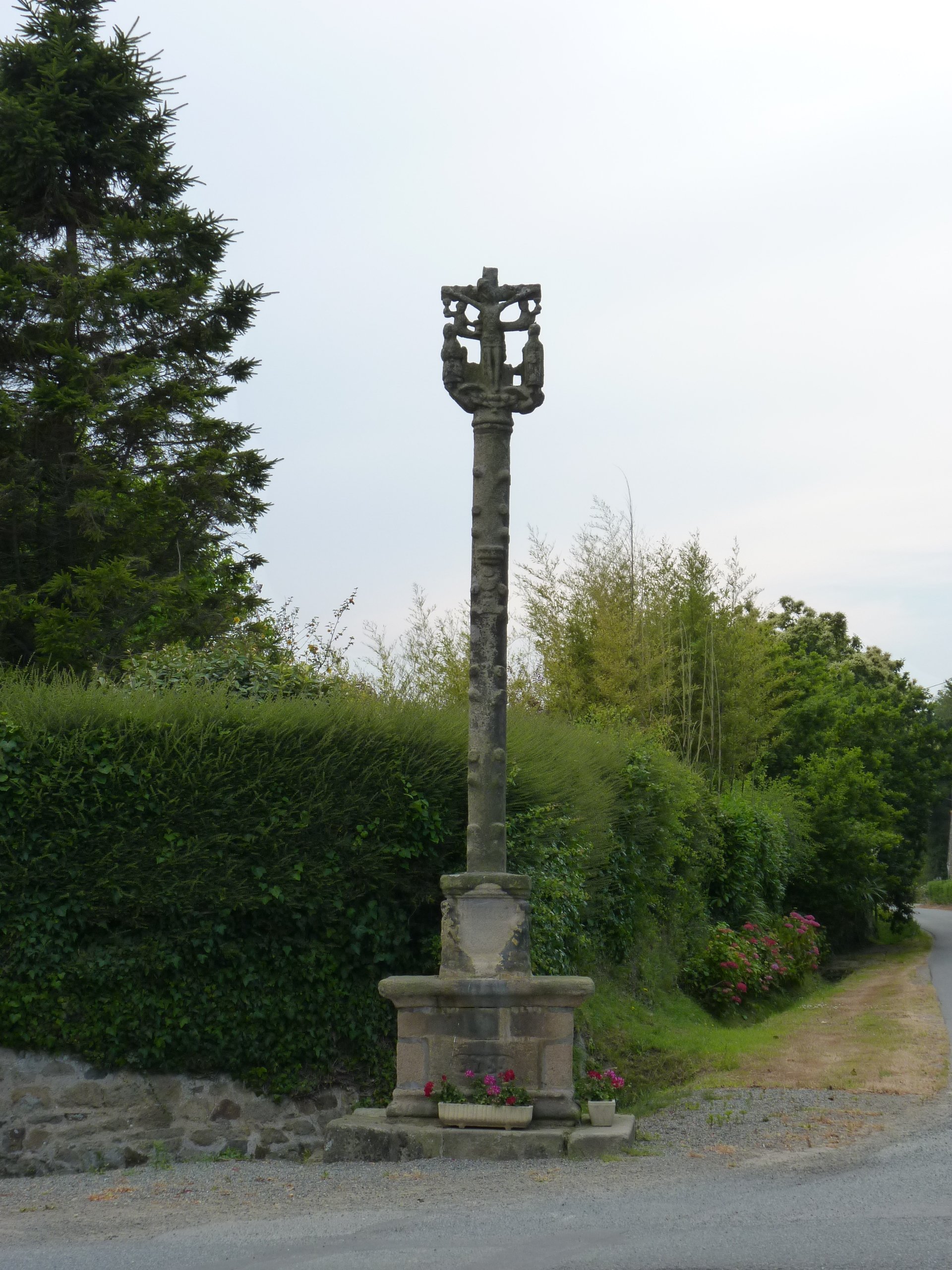
Kreuz du Sauveur
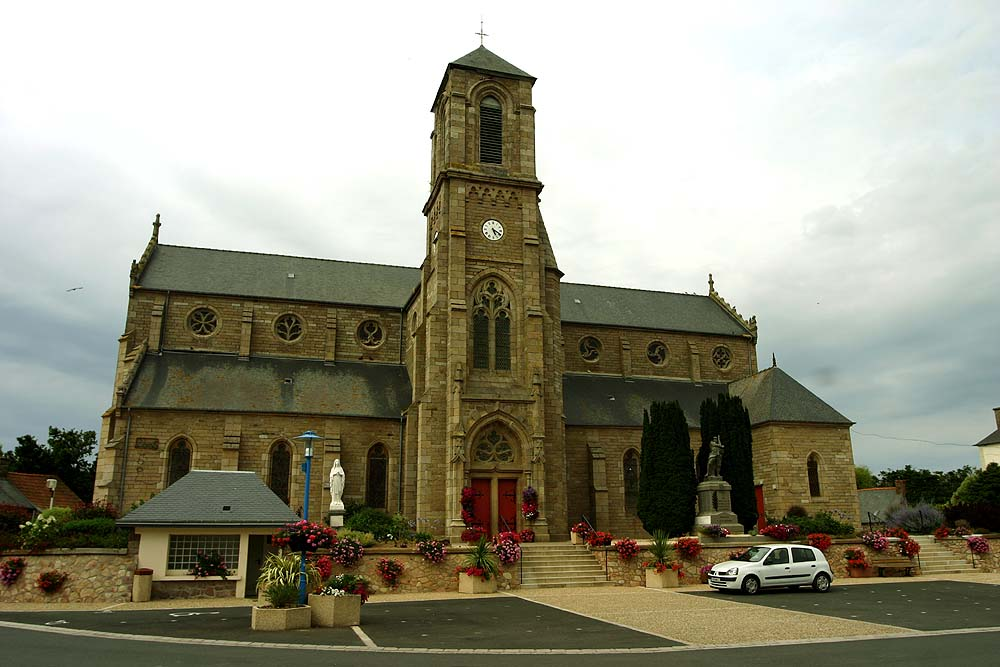
Dorfkirche Saint-Pierre

## Söhne- und Töchter der Stadt
- Louis Trémel (1896–1929), Autorennfahrer